# Arnaud Claude
Ne doit pas être confondu avec Claude Arnaud.
Arnaud Claude, né le 21 octobre 1953 à Boulogne-Billancourt, est un avocat d'affaires français, notoire pour sa mise en cause dans les affaires Balkany de blanchiment de fraude fiscale et des Panama Papers.

## Biographie
Associé de l'ex-président français Nicolas Sarkozy depuis 1987 au sein du cabinet Claude&Sarkozy, il est mis en examen en décembre 2014 pour « blanchiment de fraude fiscale » dans le cadre de l'affaire Balkany, puis apparaît de nouveau en 2016 dans l'affaire des Panama Papers dans laquelle il est soupçonné d'avoir aidé Patrick Balkany, député-maire de Levallois-Perret, à créer une société écran pour dissimuler l'existence de plusieurs villas à l'administration fiscale française.
En première instance, il est condamné, le 18 octobre 2019, à 3 ans de prison avec sursis pour blanchiment de fraude fiscale, et est relaxé de l'accusation de corruption . En juillet 2021, il est exclu de la Légion d'honneur à titre disciplinaire.